# 鷹野史寿
鷹野 史寿（たかの ふみとし、1973年8月10日 - ）は、東京都東村山市出身の元プロ野球選手（外野手）、コーチ、プロ野球解説者。

## 来歴

### プロ入り前
浦和学院高校時代は清水隆行と同学年であった。高校卒業後は、東都大学野球リーグの国士舘大学に進学。3年秋、4年春は1部でリーグ通算26試合に出場、94打数26安打、打率.277、4本塁打、10打点、3盗塁の記録を残し、ベストナイン1回(1994年秋)、4年春の入替戦では1敗の2戦目で本塁打を放つも延長15回で亜大に惜敗、2部通算は69試合、306打数90安打、打率.294、13本塁打。卒業後は日産自動車に入団。1998年は都市対抗野球で優勝に貢献。持ち前のパンチ力で全日本メンバーに選ばれ、シドニーオリンピックの予選を兼ねたアジア選手権ではプロアマ混成チームながら外野の一角を担った。また、プロがいない全日本では4番を打つこともあった。
1999年度ドラフト会議にて大阪近鉄バファローズから6位指名を受け、入団した。

### 近鉄時代
ルーキーイヤーの2000年から86試合に出場し、準レギュラーとして活躍。規定打席に届かなかったが、シーズン最多死球を記録した。また8月22日の対千葉ロッテマリーンズ戦の第2打席から、8月26日の対埼玉西武ライオンズ戦の第2打席まで、史上5人目の13打席連続出塁を記録した。中村紀洋がシドニーオリンピックに出場した際は、中村の抜けた3番を務めた。この年のパ・リーグ新人王は32年ぶりの該当者なしだったが、新人王対象選手の中では斉藤和巳に次いで票を得た。
チームがリーグ優勝した2001年は、プロ2年目にして打率.300・長打率.500・OPS0.900のラインをクリアするなど、いてまえ打線の一角としてチームに貢献した。
2002年は、2年連続.300以上となる自己ベストの打率.317をマーク。6本塁打と20打点を記録して、これらは2001年と全く同じ数値だった。
2003年は一転して不振に陥り、打撃三部門の成績はいずれもプロ入り以来最低の数字に終わった。ただ、7月14日の対日本ハムファイターズ戦で、一軍昇格後即スタメンで、第1打席から3打席連続本塁打を放ち、第4打席でもフェンス直撃のツーベースを放ち、試合後のお立ち台で涙を流した。
2004年には復調し、.300には届かなかったものの打率.293・5本塁打・24打点という打撃成績をマークした。一方、三振 (45) や併殺打 (8) でそれまでの自己ワースト記録を更新した。

### 楽天時代
2004年の球団合併による分配ドラフトを経て、東北楽天ゴールデンイーグルスへ移籍。2005年は自己最多の90試合に出場し、自己最多の7本塁打を放ったものの、打率は.217と振るわなかった。2006年、春に手術した左膝のリハビリに1シーズンを費やした。2007年は打率.203、1本塁打に終わった。なお、この本塁打は、3月29日の対福岡ソフトバンクホークス戦で放ったものだが、プロ初登板初先発を務めたものの2回途中6失点でKOされた田中将大の黒星を消す同点本塁打だった。
2008年は再び一軍出場はなく、二軍でも147打数35安打の打率.238、3本塁打と不振に終わり、10月に球団から戦力外通告を受けた。現役続行を希望し、11月の12球団合同トライアウトに参加するも、他球団からのオファーはなく、そのまま現役を引退した。

### 現役引退後
現役引退後は球団職員としてチームに留まり、2013年までは楽天イーグルスアカデミーコーチを担当。その傍らに、楽天の主催試合で解説者を務めた。その後、2019年からはチーム統括本部のスカウト部・アマスカウトグループに異動となり、2021年までアマスカウトを担当。2022年からは再び楽天イーグルスアカデミーのコーチを務めた。
2023年11月13日、2024年は育成コーチとして現場に復帰することが発表された。

## 詳細情報

### 年度別打撃成績
| 年 度     | 球 団     | 試 合 | 打 席 | 打 数 | 得 点 | 安 打 | 二 塁 打 | 三 塁 打 | 本 塁 打 | 塁 打 | 打 点 | 盗 塁 | 盗 塁 死 | 犠 打 | 犠 飛 | 四 球 | 敬 遠 | 死 球 | 三 振 | 併 殺 打 | 打 率 | 出 塁 率 | 長 打 率 | O P S |
| --------- | --------- | ----- | ----- | ----- | ----- | ----- | -------- | -------- | -------- | ----- | ----- | ----- | -------- | ----- | ----- | ----- | ----- | ----- | ----- | -------- | ----- | -------- | -------- | ----- |
| 2000      | 近鉄      | 86    | 225   | 186   | 30    | 55    | 10       | 2        | 6        | 87    | 31    | 2     | 2        | 0     | 0     | 27    | 3     | 12    | 40    | 4        | .296  | .418     | .468     | .886  |
| 2001      | 近鉄      | 68    | 135   | 108   | 24    | 33    | 4        | 0        | 6        | 55    | 20    | 0     | 0        | 1     | 0     | 17    | 1     | 9     | 24    | 4        | .306  | .440     | .509     | .950  |
| 2002      | 近鉄      | 77    | 180   | 161   | 20    | 51    | 7        | 1        | 6        | 78    | 20    | 0     | 2        | 0     | 1     | 12    | 0     | 6     | 33    | 5        | .317  | .383     | .484     | .868  |
| 2003      | 近鉄      | 40    | 84    | 74    | 16    | 17    | 4        | 0        | 5        | 36    | 11    | 0     | 0        | 0     | 0     | 8     | 0     | 2     | 19    | 2        | .230  | .321     | .486     | .808  |
| 2004      | 近鉄      | 72    | 214   | 191   | 24    | 56    | 13       | 1        | 5        | 86    | 24    | 0     | 1        | 0     | 3     | 18    | 0     | 2     | 45    | 8        | .293  | .355     | .450     | .805  |
| 2005      | 楽天      | 90    | 274   | 240   | 26    | 52    | 10       | 0        | 7        | 83    | 31    | 2     | 4        | 2     | 3     | 27    | 0     | 2     | 56    | 12       | .217  | .298     | .346     | .644  |
| 2007      | 楽天      | 44    | 81    | 69    | 7     | 14    | 3        | 1        | 1        | 22    | 7     | 1     | 0        | 0     | 0     | 9     | 0     | 3     | 20    | 2        | .203  | .321     | .319     | .640  |
| 通算：7年 | 通算：7年 | 477   | 1193  | 1029  | 147   | 278   | 51       | 5        | 36       | 447   | 144   | 5     | 9        | 3     | 7     | 118   | 4     | 36    | 237   | 37       | .270  | .363     | .434     | .797  |

- 各年度の太字はリーグ最多

### 記録
初記録
- 初出場・初先発出場：2000年4月30日、対オリックス・ブルーウェーブ5回戦（大阪ドーム）、8番・左翼手として先発出場
- 初安打：2000年5月3日、対千葉ロッテマリーンズ5回戦（千葉マリンスタジアム）、5回表に川井貴志から中前安打
- 初本塁打・初打点：2000年5月26日、対日本ハムファイターズ9回戦（大阪ドーム）、8回裏に下柳剛から中越3ラン
- 初盗塁：2000年9月2日、対西武ライオンズ25回戦（西武ドーム）、7回表に二盗（投手：橋本武広、捕手：伊東勤）

その他の記録
- 13打席連続出塁：2000年8月22日、対千葉ロッテマリーンズ戦第2打席 - 8月26日、対西武ライオンズ戦第2打席（8安打5四死球） ※近鉄球団記録
- 8打席連続安打：上記の連続打席出塁の期間内 ※近鉄球団タイ記録

### 背番号
- 9（2000年 - 2008年）
- 90（2024年 - ）